# Kimitoön
Kimitoön (Fins: Kemiönsaari) is een gemeente in het Finse landschap Varsinais-Suomi. Het is een fusiegemeente die in 2009 uit de voormalige gemeenten Dragsfjärd, Kimito en Västanfjärd is ontstaan.

## Geografie
Kimitoön heeft een landoppervlakte van 686,9 km², en bestaat ook voor 2.113,94 km² uit water. De gemeente bestaat uit eilanden die deel uitmaken van de Finse archipel.
Kimitoön grenst aan de buurgemeenten Salo, Raseborg, Hanko, Pargas en Sauvo.

## Bevolking
Kimitoön heeft een bevolking van 6.549 inwoners (2022), van wie de meerderheid (zo'n 71,4%) Zweeds spreekt; ook wordt er Fins gesproken (zo'n 27,4%) en de overige talen zo'n 1,2%. Zweeds en Fins zijn de officiële talen.